# Ursula Hammann

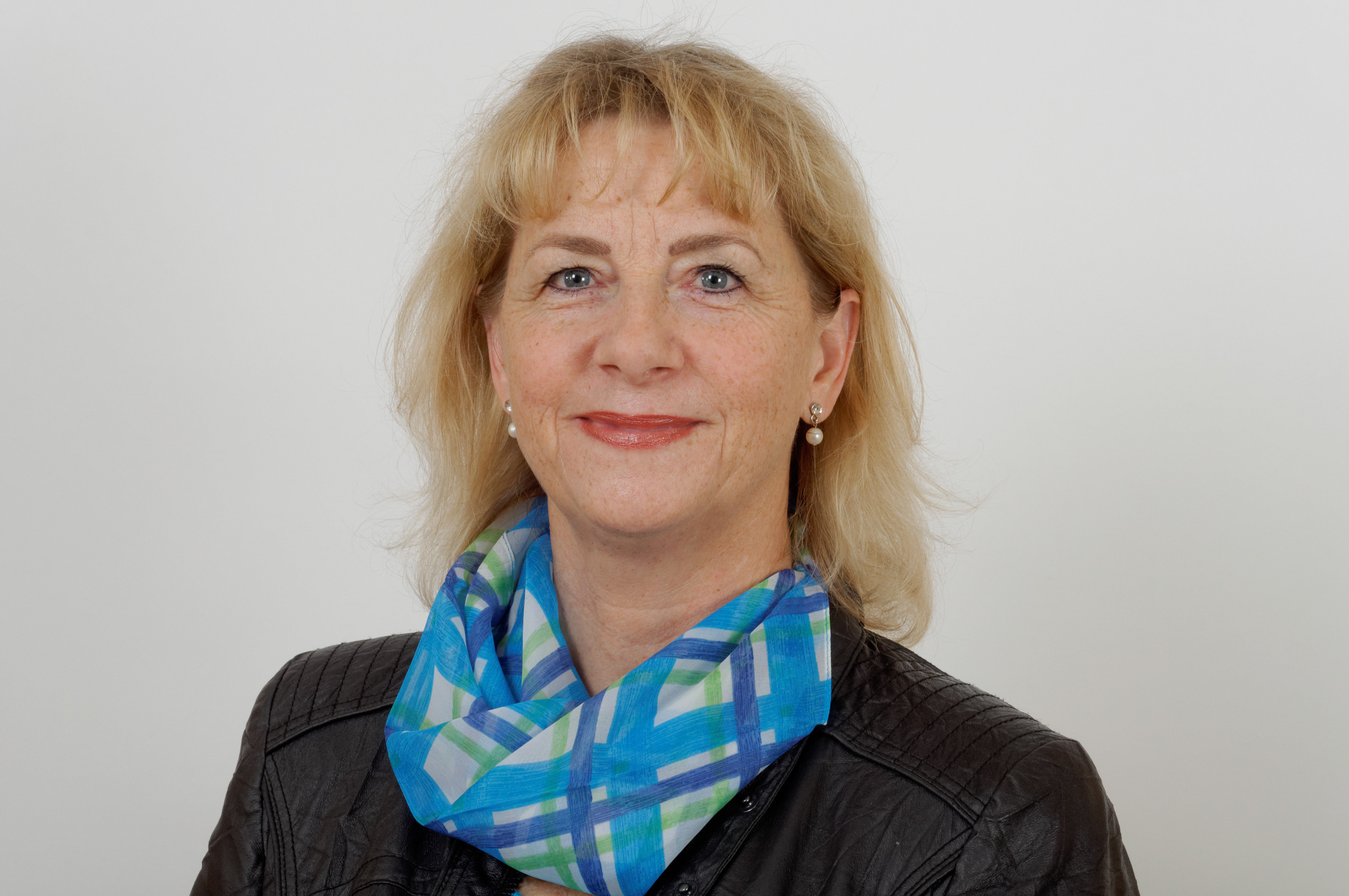
Ursula Hammann (2013)

Ursula Hammann (* 16. September 1955 in Biebesheim) ist eine deutsche Politikerin bei Bündnis 90/Die Grünen und war von 1995 bis 2019 Mitglied des Hessischen Landtags, in dem sie von 2012 bis 2019 Vizepräsidentin war.
Sie war seit dem 5. April 1995 Landtagsabgeordnete. Am 27. März 2012 wurde Ursula Hammann zur Vizepräsidentin des Hessischen Landtages gewählt. Sie war Vorsitzende des Landtagsausschusses für Umwelt, Klimaschutz, Landwirtschaft und Verbraucherschutz und Mitglied im Europaausschuss. Für die Landtagsfraktion von Bündnis 90/Die Grünen trug sie als Mitglied des Fraktionsvorstands sowie als deren fachpolitische Sprecherin für Naturschutz, Tierschutz und Europa Verantwortung. 2009 war sie Mitglied der Bundesversammlung zur Wahl des Bundespräsidenten.
Bei der Landtagswahl in Hessen 2013 trat sie im Wahlkreis Groß-Gerau II an. Hier unterlag sie gegen Günter Schork. Ihr gelang jedoch der Einzug in den Landtag über Listenplatz drei ihrer Partei. Sie wurde als Vizepräsidentin des Landtags bei der konstituierenden Sitzung zu Beginn der 19. Legislaturperiode am 18. Januar 2014 bestätigt. Hammann trat bei der Landtagswahl in Hessen 2018 aus gesundheitlichen Gründen nicht mehr an.